# 나의 꿈 이야기
<나의 꿈 이야기>는 대한민국의 여성 싱어송라이터 장덕에 의해 작사되고 김트리오의 멤버 김파에 의해 작곡된 곡이다. 장덕이 다른 작곡가의 곡을 받은 드문 곡 중 하나이며 장덕의 네번째 정규 음반 《얘얘》의 B면 3번 트랙으로 발표되었다. TAPE로 발매된 음반에서는 이 곡의 경음악 버전도 A면 마지막 트랙으로 수록되어 있다.

## 배경
1980년 장덕은 김트리오가 발표한 정규 2집 음반 《꽃띠여자》에서 작사가로 참여한 바 있다. 그 곡은 <사랑은 영원히>라는 제목의 곡으로 작곡은 김파가 하였다. 장덕은 이후 김파와 맺은 인연으로 가끔 김파의 집에 놀러 가곤 했는데, 어느날 김파가 작곡한 곡들을 악보로 접하고 기타를 치며 노래 부르다가 자신의 음반에 수록하고 싶다는 욕심을 갖게 된다. 그리고 김파에게 이 곡들을 내가 발표하겠다고 부탁을 하는데, 김파는 예전에 자신도 장덕의 곡을 자신의 음반에 수록한 적이 있기에 답례로서 흔쾌히 승낙을 하고, 곧 장덕은 그 곡들에 가사를 붙여 《얘얘》 음반에 수록하게 된다. 김파가 《얘얘》 음반에서 작곡가로 참여한 곡은 세 곡으로 <얘얘>, <서울의 밤거리>, <나의 꿈 이야기>이다.

## 음악과 가사
연인에 대한 짝사랑을 표현한 곡이라는 설이 있다. 그리고 그 연인은 김파라는 설이 있지만 확실한 것은 아니다. 이 곡에서 화자는 안개 속으로 날아가 이슬 맺혀 있는 잎새에 앉아 있는 외로운 작은 새를 자신에 비유하고 있고, 그 외로운 작은 새에 살며시 다가와 감싸주는 또 한마리의 다른 새를 연인에 비유하고 있다. 그리고 새벽녘이 되어 자신을 감싸주던 새가 날아 갔을 때 꿈에서 깨어나 버렸고 자신도 연인과 떨어져 있다는 것을 알게 되었다는 내용이다. 백보컬은 누구의 목소리인지 알려져 있지 않다. 작곡자인 김파의 목소리라는 설이 있지만 확실하지는 않다.